# The Amusement Park
The Amusement Park è un mediometraggio del 1975 diretto da George A. Romero.
Prodotto nel 1973, il film è restato nell'oscurità nonostante diverse apparizioni a vari film festival, tant'è che non era considerato importante nemmeno dal suo autore; nel 2019 è stata presentata una sua riedizione, che ha portato attenzione sull'opera.

## Trama
L'attore Lincoln Maazel spiega come le persone anziane siano costantemente trascurate e sottovalutate dalla società. Avvisa lo spettatore che sta per vedere un film che funge da metafora di come vengono maltrattati gli anziani.
Un uomo anziano sta seduto in una stanza bianca, bendato, ferito brutalmente e con il suo completo bianco sporco di sangue. Un altro anziano, identico a lui, entra con un aspetto pulito e di buon umore. L'anziano ferito cerca di convincere il suo doppio a non uscire dalla stanza, perché "Non c'è niente là fuori". L'anziano allegro non lo ascolta e varca la porta ritrovandosi in un parco di divertimento. L'anziano passeggia osservando felicemente l'ambiente circostante prima di imbattersi in un bigliettaio che truffa altri settantenni. Compra da lui dei biglietti che assumono la forma di denaro da usare nel parco.
L'anziano sale sulle montagne russe dotate di una strana segnaletica, poi su un trenino dove uno dei passeggeri più anziani muore e viene ignorato una volta messo in una bara e assiste alla revoca della patente di un uomo a causa di problemi di vista. All'autoscontro si verifica un "incidente" in cui appaiono all'improvviso un poliziotto e un avvocato veri. L'anziano cerca di prestare aiuto, ma appare evidente che ha bisogno di indossare gli occhiali e quindi non può essere considerato un alibi affidabile. Va a mangiare in un chiosco, rappresentato come un ristorante, poiché lui e molti altri anziani vengono ignorati dai camerieri per servire un uomo ricco. Quando l'anziano finalmente riceve il suo cibo, decide di donarlo agli altri anziani.
L'anziano sceglie di farsi una spesa, ma non riesce a portare tutte le borse, quindi lascia tutto tranne dei cracker e un barattolo di burro di arachidi. Mentre si siede a mangiare, attacca a conversare amichevolmente con dei bambini, ma un uomo più giovane lo caccia via malamente credendolo un pervertito. Un gruppo di giovani invitano l'anziano in un edificio dove gli dicono che si divertirà, ma entrando si trova in una sorta di palestra claustrofobica dove gli anziani sono costretti a esibirsi in scomode macchine per esercizi. Decide di andarsene, ma nel farlo i suoi occhiali vengono rotti dalla folla. Si imbatte in una veggente e vede una giovane coppia che entra e le chiedono quale sarà il loro futuro. La veggente mostra loro che vivranno in un condominio di prossima costruzione dove avranno poco sostegno dal loro medico personale e dai vicini. Arrabbiato, il giovane se ne va e picchia l'anziano protagonista.
Quando l'anziano riprende i sensi, il parco è vuoto, tranne che per tre motociclisti che lo pestano e gli rubano i biglietti. Quando i visitatori del parco riappaiono all'improvviso, l'anziano ferito e derubato viene ignorato. Con i pochissimi soldi rimasti cerca di farsi curare al centro medico, allestito come un negozio che è pieno di varie attrezzature per anziani. Dei medici e degli infermieri si precipitano in tutta fretta, ma all'anziano viene dato solo un cerotto in testa e un bastone da passeggio prima di essere mandato fuori. Si imbatte in alcuni uomini che cercano di vendere case di riposo e finisce per essere borseggiato. Si scopre che il borseggiatore organizza uno show di fenomeni da baraccone, che consiste in anziani sconvolti vestiti con abiti casual. Quando l'anziano si alza per andarsene, viene improvvisamente inseguito dagli avventori che lo accusano di aver tentato lasciare lo spettacolo. Trova il "santuario", ma viene chiuso al suo arrivo.
L'anziano finalmente trova un po' di pace e conforto quando una bambina gli offre da mangiare e gli chiede di leggere la favola dei tre porcellini. La madre però la porta via apaticamente, e l'anziano, rimasto solo per l'ennesima volta, scoppia a piangere e poi torna nella stanza bianca, rassegnato e sconfitto. Qualche istante dopo, entra una versione più pulita e ottimista di se stesso e la scena iniziale si ripete. L'anziano ferito si siede, sentendosi stanco e impotente per non essere in grado di fermare il suo io più giovane.
Maazel appare un'ultima volta per informare lo spettatore che gli anziani possono essere aiutati attraverso delle organizzazioni apposite, infine chiude dicendo: "Ci vediamo al parco... un giorno".

## Produzione
Prodotto nel 1973, il film era stato commissionato dalla società luterana come pellicola educativa trattante i temi dell'abuso senile e dell'ageismo, ma venne accantonato dalla stessa società a causa del contenuto violento e disturbante.
La copia ritrovata nel 2017 è stata restaurata in 4K nel 2019 da IndieCollect.

### Riprese
Il film è stato girato nel parco di divertimento di West View, in Pennsylvania.

## Promozione
Il primo trailer del film è stato diffuso da Shudder il 6 maggio 2021.

## Distribuzione
Il film è stato presentato all'American Film Festival di New York nel giugno 1975; ripresentato poi al Torino Film Festival del 2001 ed a Pittsburgh il 12 ottobre 2019 è stato distribuito nell'estate 2021 su Shudder, che nel febbraio 2021 ha acquistato i diritti di distribuzione per il Nord America, Regno Unito, Australia e Nuova Zelanda. In Italia il film è stato trasmesso su Rai 4 il 10 gennaio 2023.